# Nabesiet
Het mineraal nabesiet is een gehydrateerd natrium-beryllium-silicaat met de chemische formule Na2BeSi4O10·4(H2O). Het tectosilicaat behoort tot de zeolieten.

## Eigenschappen
Het doorzichtig kleurloze of witte nabesiet heeft een glasglans, een witte streepkleur en de splijting is goed volgens de kristalvlakken [110] en [001]. Nabesiet heeft een gemiddelde dichtheid van 2,16 en de hardheid is 5 tot 6. Het kristalstelsel is orthorombisch en het mineraal is niet radioactief.

## Naamgeving
De naam van het mineraal nabesiet is afgeleid van de samenstelling; de elementen natrium, beryllium en silicium.

## Voorkomen
Nabesiet is een zeoliet die voorkomt in de buurt van albiet en tugtupiet. De typelocatie is het Kvanefjeld plateau in het Ilímaussaq-massief, Groenland.